# Échiquier de Charlemagne
L'échiquier de Charlemagne est un ensemble de pièces d'échecs en ivoire datant de la fin du XIe siècle. Conservées initialement dans le trésor de Saint-Denis, les pièces restantes sont actuellement exposées au Cabinet des médailles, à Paris, en France.

## Description
Les pièces du jeu sont taillées dans des blocs d'ivoire, rehaussées d'or et comportant des traces de peinture rouge. Elles ne sont pas destinées à être manipulées : les pièces mesurent jusqu'à plus de 15 cm et les rois pèsent près d'1 kg. L'échiquier de Charlemagne est essentiellement un jeu d'apparat.
Seules seize pièces sont conservées (un jeu d'échecs complet comporte trente-deux pièces, dont seize pions) :
- deux rois ;
- deux dames ;
- trois quadriges (tours) ;
- quatre cavaliers ;
- quatre éléphants (fous) ;
- un fantassin (pion).

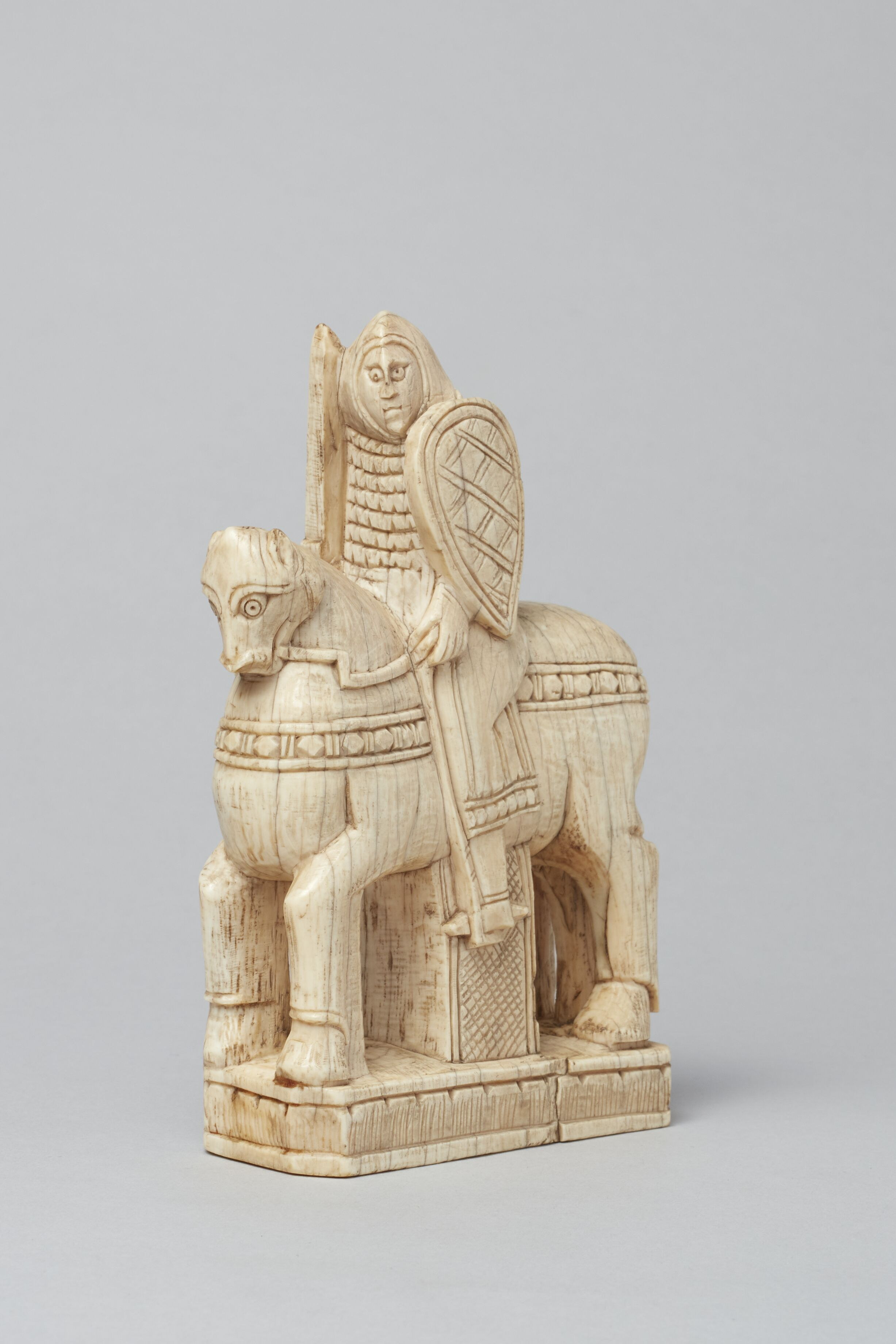
Cavalier avec écu pointu.
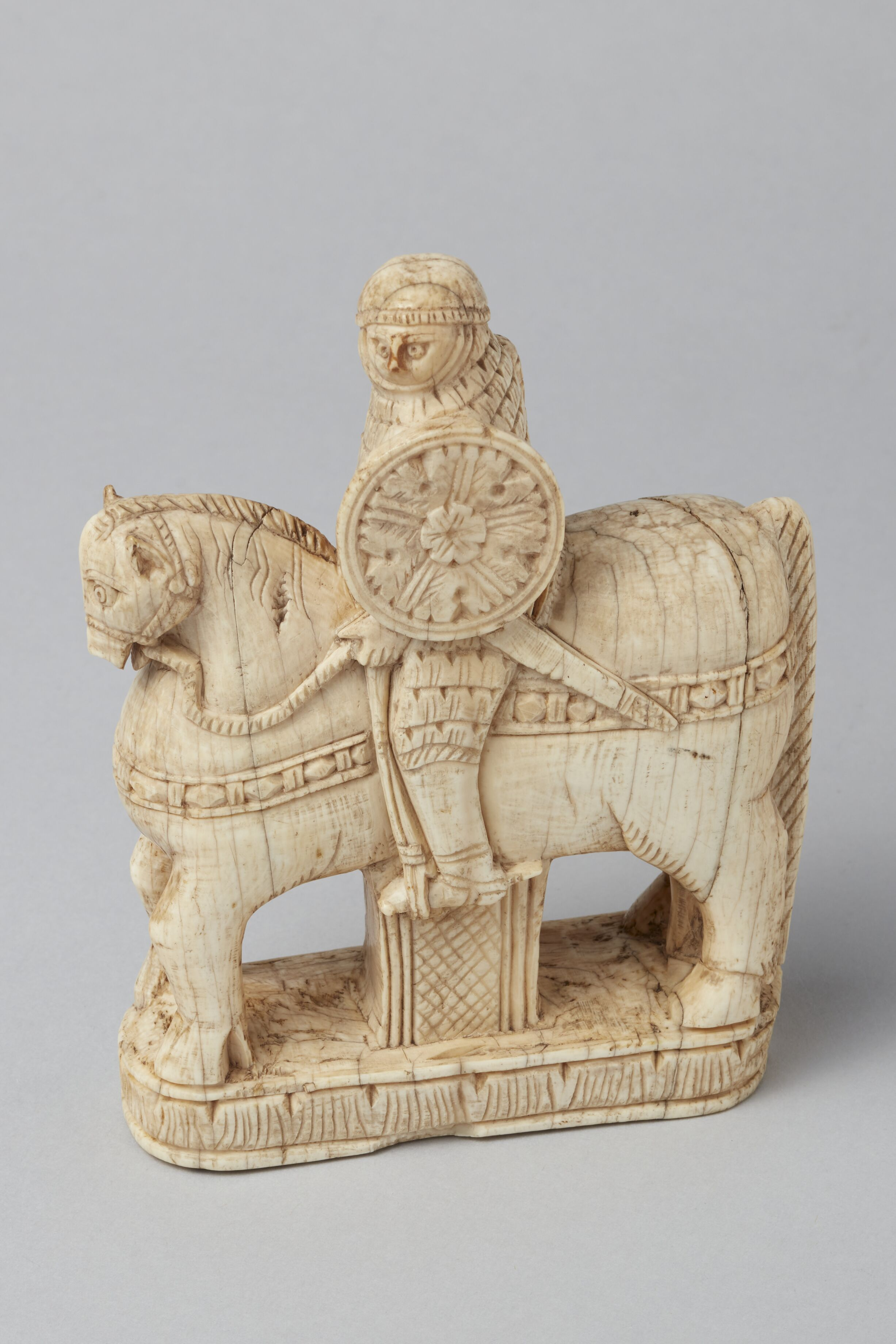
Cavalier avec bouclier rond.
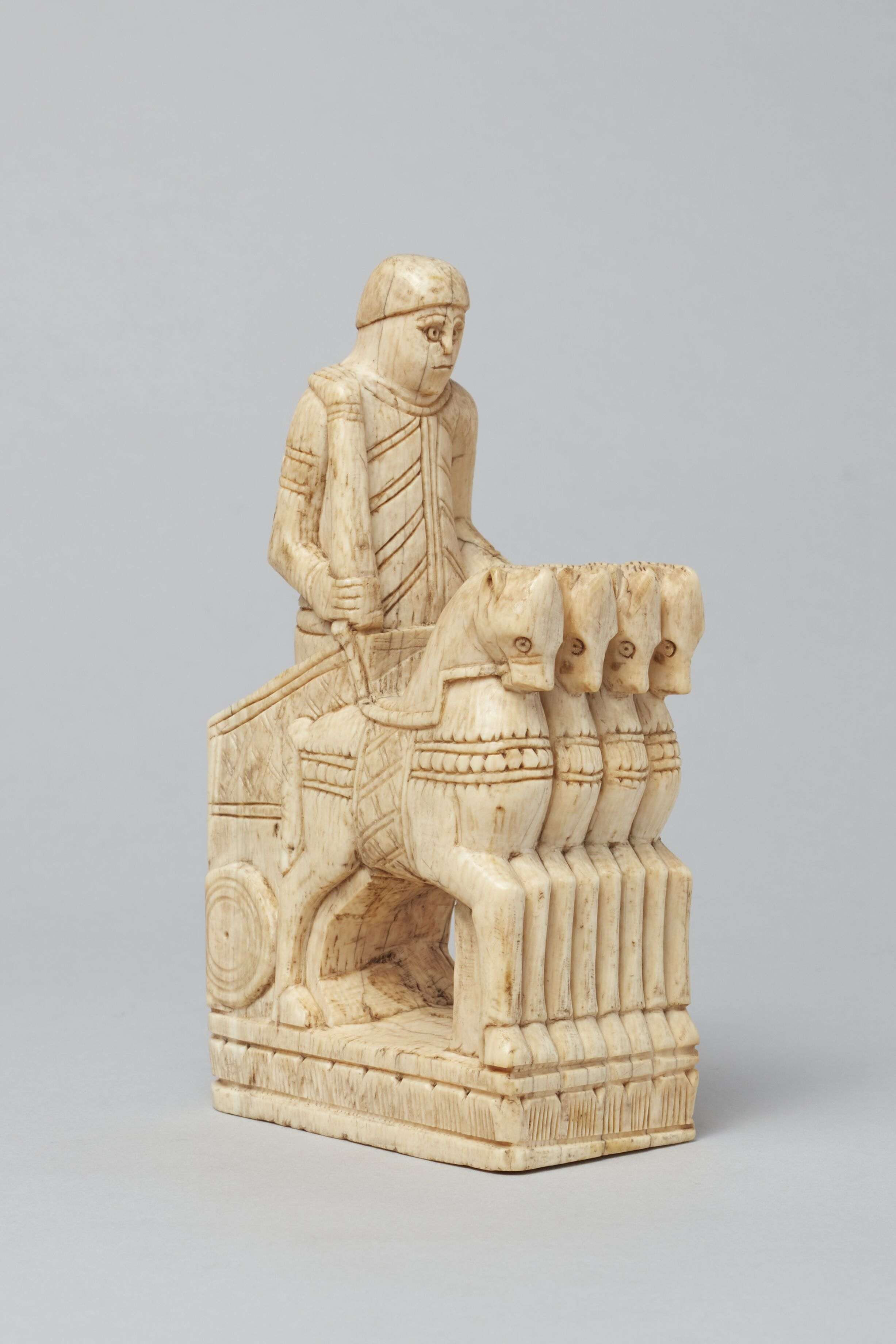
Quadrige (ancêtre de la tour).
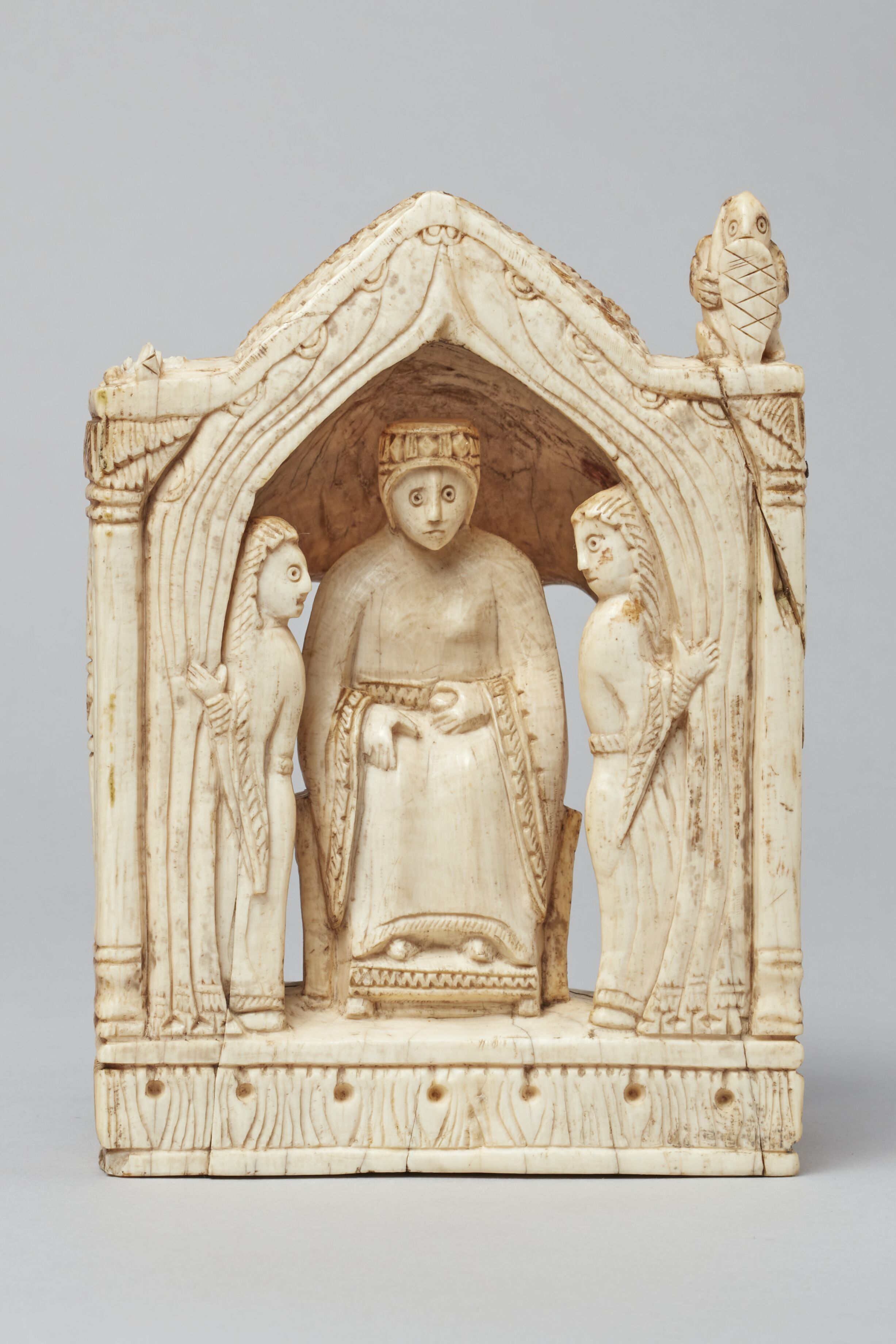
Reine.
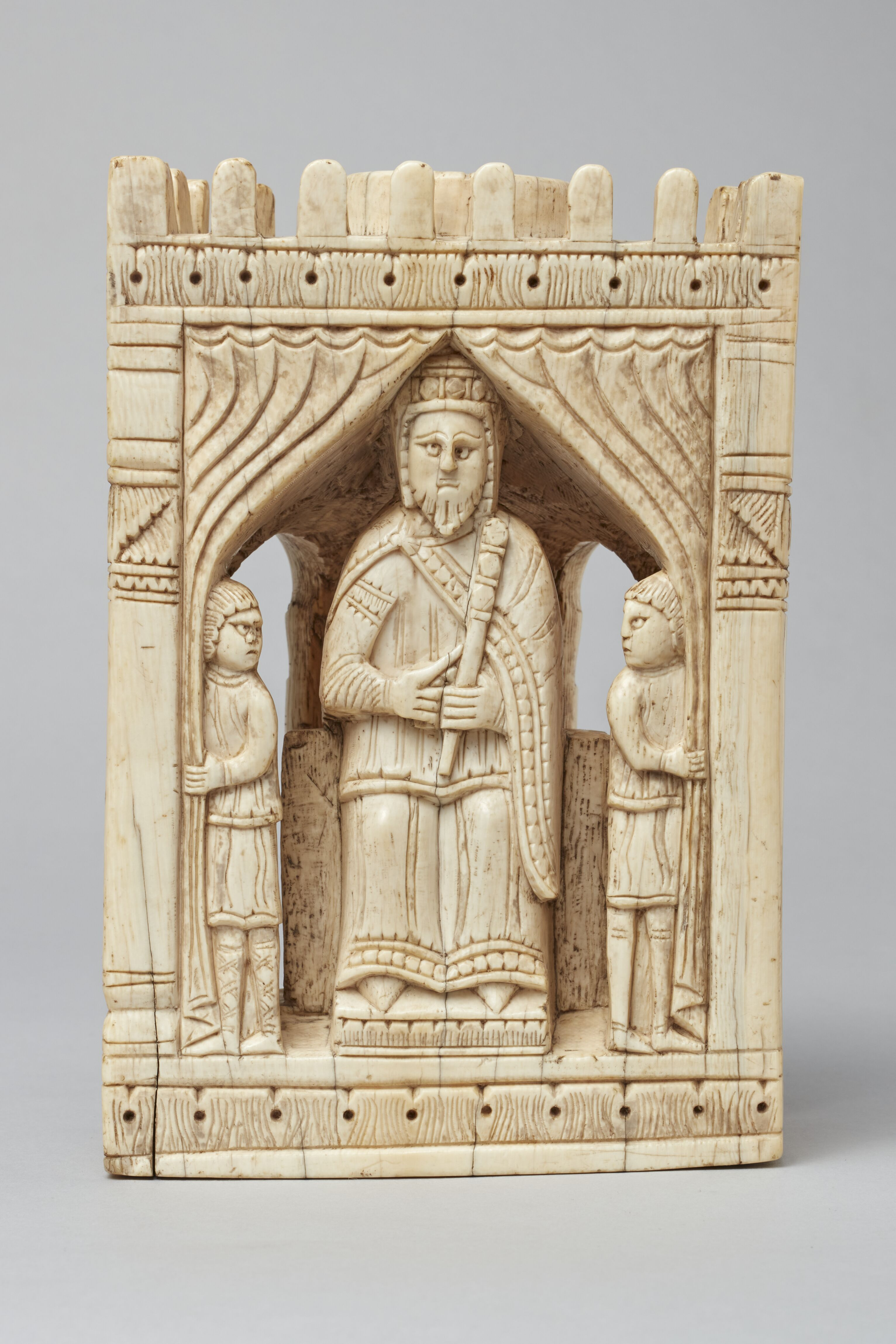
Roi.
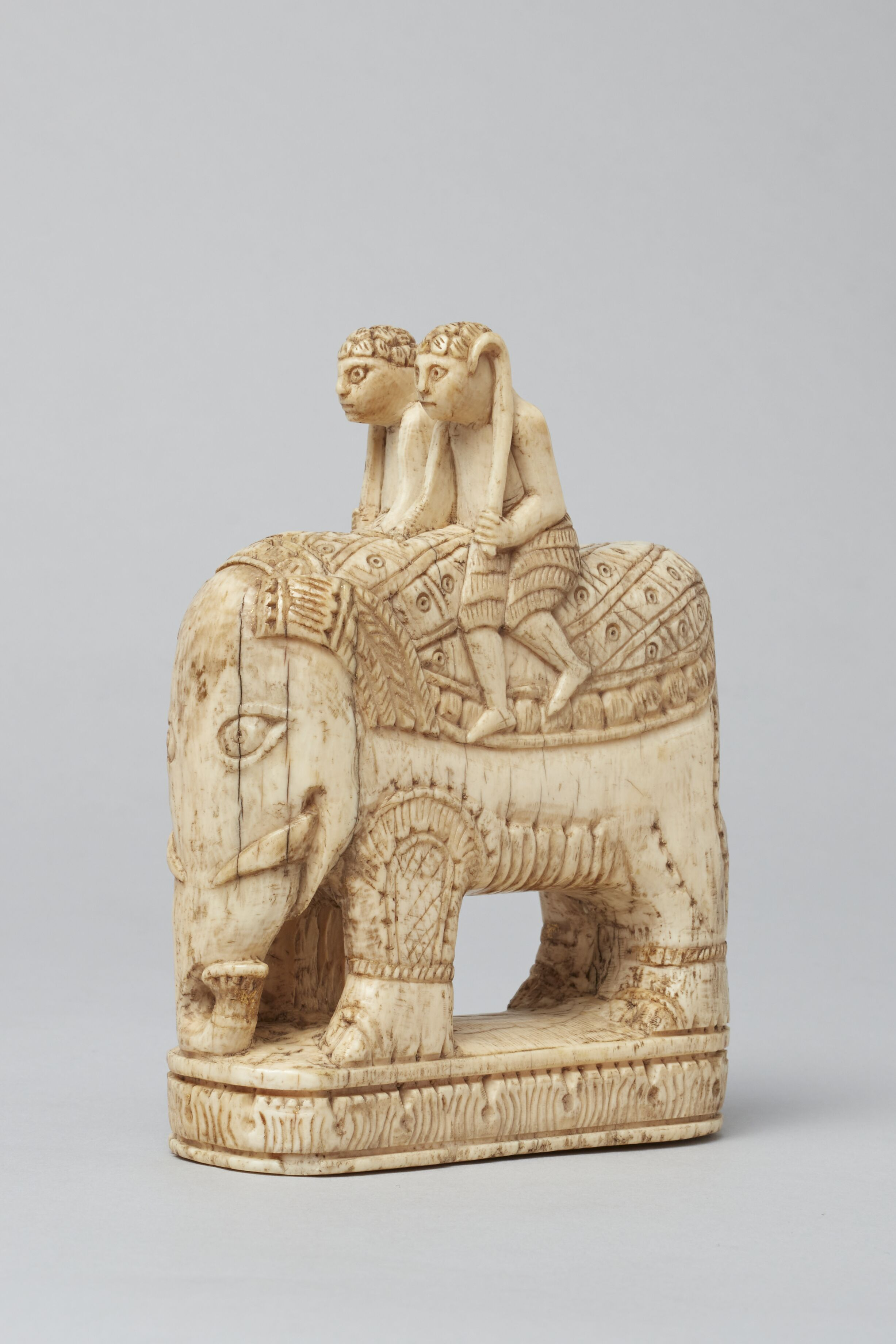
Éléphant (ancêtre du fou).
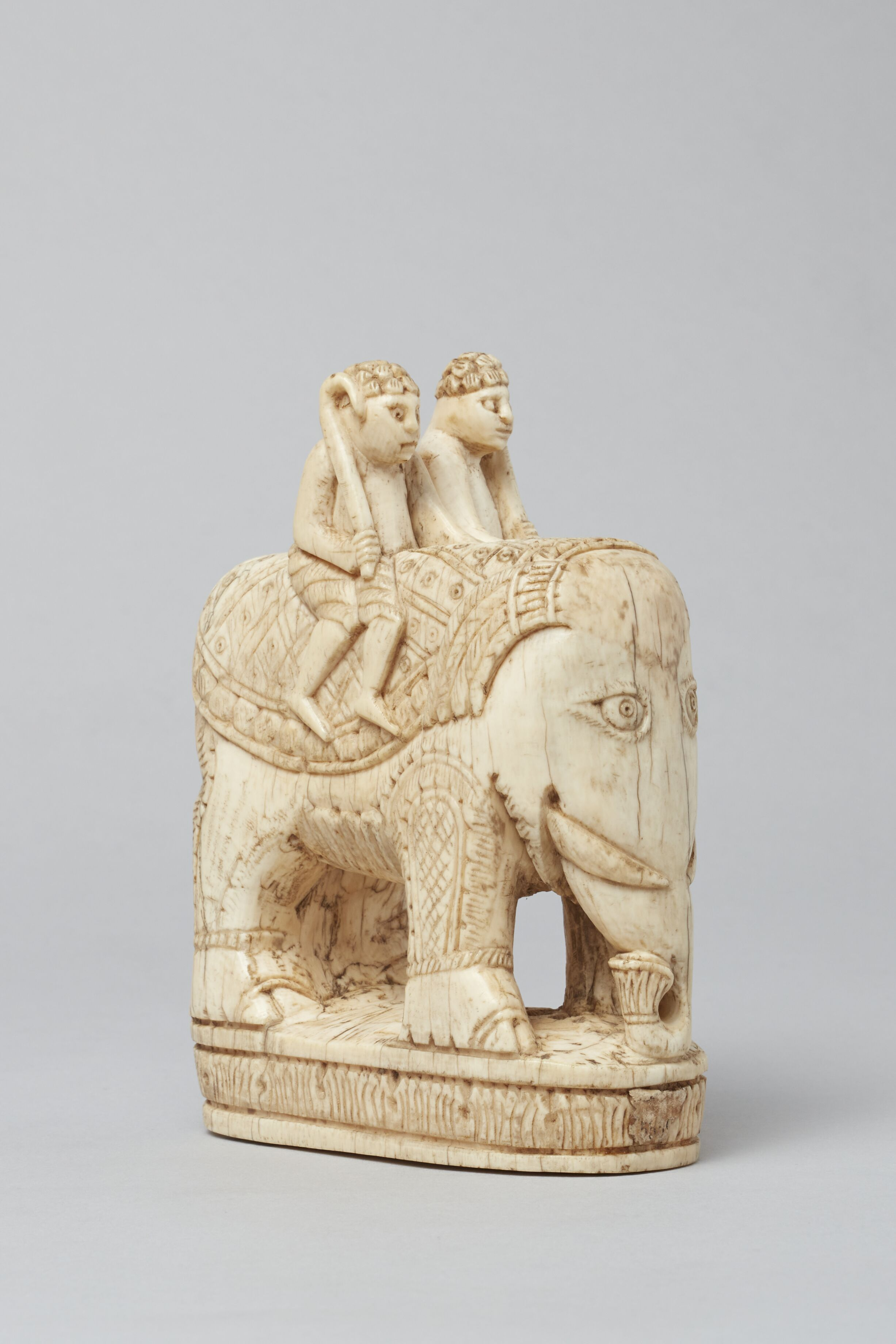
Éléphant (ancêtre du fou).

## Historique
Ce jeu d'échecs tire son nom de la légende selon laquelle il fait partie d'une série de cadeaux faits à Charlemagne par Haroun ar-Rachid, calife abbasside de Bagdad. Le fait que l'on ait des éléphants à la place des fous, et des quadriges à la place des tours, dénote une version du jeu encore proche du Chatrang perso-arabe, lui-même, comme son nom l'indique, basé sur le Chaturanga indien (mot composé sanskrit signifiant les « Quatre Corps » de l'art de la guerre traditionnel : fantassins, cavaliers, chars et éléphants).
Néanmoins, ces pièces apparaissent postérieures de trois siècles à Charlemagne. Elles furent réalisées entre 1080 et 1100, probablement en Italie du Sud dans les environs de Salerne. Leur équipement de type normand correspond bien avec cette datation : cette époque correspond à la conquête de l'Italie du Sud par les Normands et cette localisation à la confluence des aires culturelles normandes et arabes. Leur commanditaire est inconnu.
L'échiquier est entreposé dans le trésor de Saint-Denis. On ignore s'il y eut un jour les trente-deux pièces. Un inventaire du début du XVIe siècle en comptait trente et en 1598, vingt-trois pièces furent inventoriées,. En 1793, après la confiscation des biens du clergé, les seize pièces restantes sont entreposées au Cabinet des médailles de la Bibliothèque nationale. Actuellement, elles sont exposées au musée du département des Monnaies, Médailles et Antiques, situé rue de Richelieu à Paris.